# Al-Mudhàffar Taqí-d-Din Úmar
Al-Mudhàffar Taqí-d-Din Úmar ibn Xahanxah ibn Ayyub —àrab: المظفر تقي الدين عمر, al-Muẓaffar Taqī d-Dīn ʿUmar— (? - 1191) fou un príncep aiúbida de Hamat (1178-1191) i general de Saladí.

## Biografia

### Al servei de Saladí
Era fill de Nur-ar-Din Xahanxah, germà de Saladí, però era només dos anys més jove que aquest i des del començament fou el seu conseller. Va obligar els francs a aixecar el setge de Damiata el 1169. Més tard li va recomanar a Saladí trencar amb el zengita Nur al-Din Mahmud, però el pare de Saladí, Ayyub, ho va descartar. Però mort Ayyub (1173) i Nur al-Din (1174) Saladí va assolir plenament el poder.
Taki al-Din va rebre llavors comandaments importants i posicions claus. El 1175/1176 va ser governador de Damasc i va ajudar a Saladí en les campanyes de Síria. Dos dels seus mameluc, Qaràqux i Nasr al-Din Ibrahim, van operar al Magrib, en unes campanyes que van durar fins al 1186. El 1177 va prendre part en la batalla de Ramla, que va suposar una victòria dels francs, i on va morir el seu fill petit Ahmad ibn Taki al-Din Umar, agafant un gran odi contra els cristians. Un altre fill, el gran, Shahanshah ibn Taki al-Din Umar, va ser fet presoner pels templaris i va romandre presoner durant set anys abans de ser alliberat contra un fort rescat i l'entrega de tots els presoners templaris.
El 1178 Saladí li va donar terres a Síria en feu, incloent la vila d'Hamat, importants amb relació a Alep que encara estava en mans dels zengites, i a Antioquia de l'Orontes, possessió dels croats. El 1179 Saladí va escoltar el seu consell i va refusar negociar la capitulació de la fortalesa de Bayt al-Ahzan i amb els diners previstos va reclutar noves tropes. Va derrotar una invasió pel nord dels seljúcides de Rum (Kilidjj Arslan II) i amb només mil homes va obtenir la victòria de Hisn Raban. El setge de la fortalesa de Bayt al-Ahzan va resultar complicat i Taki al-Din Umar va donar mostres de gran valentia; va ser ferit de gravetat però es va recuperar.
Va ajudar vers 1180/1181 a Saladí contra el rei de la Petita Armènia, Rubèn III (1175-1187), net de Lleó i el 1181/1182 en l'expedició a al-Karak ocupada pels templers, participant en el setge no reeixit (1182). Després va marxar a Damasc i va participar en els setges de Tiberíades i Baysan, a les campanyes contra al-Ruha (Edessa) i al-Rakka, al setge de Mossul, a la conquesta de Nasibin, a l'atac a Sindjar i la conquesta d'aquesta (després d'això va retornar a Haran i a Hamat). El 1183 va participar també al setge d'Amida. Va participar també a la rendició d'Alep i a les campanyes de Baysan i la segona de Kerak. A Hamat, Taki al-Din Umar va construir la muralla i va fortificar la ciutadella situada a un turó prop d'un colze de l'Orontes.

### Viceregent d'Egipte
Saladí li va donar la viceregència d'Egipte (tardor del 1183) rebent diverses iktes (feus). Fou a més designat tutor d'al-Malik al-Àfdal ibn Salah-ad-Din, fill i hereu designat de Saladí, però no es va entendre amb el seu pupil i Taki al-Din fou convocat a Damasc on va arribar el 1186. Saladí estava a punt de redistribuir els dominis i les funcions principals, i Taki al-Din va rebre en compensació d'Egipte les comarques de Manbij, Ma'arrat al-Numan i Kafr Tab Mayyafarikin (l'antiga ciutat ortúquida). No devia quedar gaire satisfet i va pensar a anar al Magreb amb els seus mamelucs, però va pesar més la seva lleialtat incondicional a Saladí.
El 1187 Taki al-Din Umar va participar en la batalla de Hattin manant l'ala dreta. També va prendre part a la victòria d'Acre el mateix any, a la conquesta de Tibnin i al setge de Tir. Saladí li va concedir els ports de Biblos i Latàquia reconquerits als croats.

### Últimes campanyes
Quan Frederic I Barba-roja va avançar cap al Llevant, Saladí el va enviar a vigilar l'avanç, i entre juny i novembre del 1190 va fer operacions que van impedir la progressió dels croats. El setge que els croats havien iniciat a Acre el 1189 es va allargar i va entrar en el segon any. La conquesta d'Acre era una qüestió de prestigi, ja que la ciutat era de fet política i econòmicament més important que Jerusalem, que fou finalment perduda. Taki al-Din no obstant potser va trobar dificultats en reclutar a la Djazira i va buscar el finançament de noves tropes en aquestes zones repartint els territoris del ortúquides com a feus; va ocupar Suwayda i Hani, i va marxar a Mayyafarikin, però va haver de defensar aquesta darrera dels atacs de l'emir de Akhlat, la qual al final va haver d'anar a assetjar i llavors va atacar també Malazgird a 40 km al nord d'Akhlat. No sols va comprometre les tropes que podien ajudar a Acre sinó que va morir durant el setge de Malazgird l'11 d'octubre de 1191. Altres tropes de la Djazira, els zengites de Mossul, de Djazirat Ibn Umar i de Sindjar, i Muzaffar al-Din Gokburi d'Irbil tampoc van anar en ajut d'Acre. Els zengites estaven ocupats doncs Djazirat Ibn Umar estava sent atacada per un senyor local; Irbil, per raons diferents (l'expansió del poder abbàssida després de l'enfonsament dels seljúcides), no estava en disposició de mobilitzar tropes. Saladí finalment va haver de negociar amb els croats.
A la mort de Taki al-Din Umar les tropes van reconèixer com a successor al seu fill al-Mansur Muhàmmad ibn Taqí-d-Din Umar.